# Phyllogorgia dilatata
Phyllogorgia dilatata is een zachte koraalsoort uit de familie Gorgoniidae. De koraalsoort komt uit het geslacht Phyllogorgia. Phyllogorgia dilatata werd in 1806 voor het eerst wetenschappelijk beschreven door Esper. 